# Taszłytamak
Taszłytamak (ros. Ташлытамак, baszk. Ташлытамаҡ) – wieś (ros. деревня, trb. dieriewnia) w Baszkirii w rejonie dawlekanowskim. 1 stycznia 2009 roku wieś zamieszkiwało 113 osób.